# Guy-Roger Nzeng
Guy-Roger Nzeng (Libreville, 30 maggio 1970) è un ex calciatore gabonese, di ruolo difensore.

## Palmarès

### Club

#### Competizioni nazionali
- Coppa del Sudafrica: 1

Orlando Pirates: 1996
- MTN 8: 1

Orlando Pirates: 1996
- Campionato gabonese: 1

FC 105 Libreville: 2007

#### Competizioni internazionali
- CAF Champions League: 1

Orlando Pirates: 1995
- Supercoppa CAF: 1

Orlando Pirates: 1996